# Годжам

Годжам на карте Эфиопии

Годжам (амх. ጎጃም) — бывшая провинция (регион) Эфиопии, существовавшая в 1942—1994 годах. Располагалась в северо-западной части страны. Столица — город Дэбрэ-Маркос.
Провинция Годжам была образована в 1942 году после освобождения Эфиопии от итальянской оккупации.
По данным 1970 года провинция Годжам имела следующее административное деление:
| Субпровинции                                     | Районы |
| ------------------------------------------------ | --- |
| 1. Агоу-Мыдыр (центр — Дангла)                   | 1. Анкэша (центр — Гымджа-Бет) 2. Банджа (центр — Ынджибара) 3. Дангла (центр — Дангла) |
| 2. Бахр-Дар (центр — Бахр-Дар)                   | 1. Ачэфэр (центр — Йисмыла) 2. Бахр-Дар (центр — Бахр-Дар) 3. Йильма и Денса (центр — Адет) 4. Меча (центр — Мэрауи-Марьям) |
| 3. Бычэна (центр — Бычэна)                       | 1. Бэрэнта (центр — Йедыха-Кыданэ-Мыхрэт) 2. Дэбай-Тылатгын (центр — Куйи-Марьям) 3. Ынарджи (центр — Дэбрэ-Уорк) 4. Ынэмай (центр — Бычэна) |
| 4. Дэбрэ-Маркос (центр — Дэбрэ-Маркос)           | 1. Анэдэд (центр — Амбар-Киркос) 2. Ауабаль (центр — Годана-Микаэль) 3. Бассо (центр — Йеджубе) 4. Гозамын (центр — Дэбрэ-Маркос) 5. Дэджэн (центр — Дэджэн) 6. Мачкакэль (центр — Амануэль) 7. Сэнан (центр — Тач-Чаби)                                 |
| 5. Колла-Дэга-Дамот (центр — Фынотэ-Сэлам)       | 1. Буре и Шикудад (центр — Буре) 2. Дэга-Дамот (центр — Фэрэс-Бет) 3. Дэмбэча (центр — Дэмбэча) 4. куарит (центр — Гэбэз-Марьям) 5. Сэкэла (центр — Гош-Аббай-Микаэль) 6. Тыхынан (центр — Фынотэ-Сэлам) 7. Уомбэрыма и Гуагуса (центр — Шэнде-Гэбрыэль) |
| 6. Мота (центр — Мота (Эфиопия)Мота)             | 1. Быбунь (центр — Дэга-Цыйон) 2. Гунча и Ынэссе (центр — Гундэ-Уойн-Марьям) 3. Хулет-Ыдж-Ынэссе (центр — Сэде-Гийоргис) 4. Ынэбсе (центр — Мэртуле-Марьям)                                                                                              |
| 7. Мэтэкэль (центр — Кэдамауи-Хайле-Сылласе-Бэр) | 1. Гуанга (центр — Кэдамауи-Хайле-Сылласе-Бэр) 2. Губа (центр — Альмэхаль) 3. Дангур (центр — Дангур) 4. Дыбати (центр — Дыбати) 5. Мандура (центр — Гэннэтэ-Марьям) 6. Уомбэра (центр — Дэбрэ-Зэйт (Уомбэра))                                           |

В 1974 году провинция Годжам была, как и все провинции Эфиопии, преобразована в регион.
В 1994 году после введения нового административного деления Эфиопии регион Годжам был упразднён, а его территория разделена между Амхарой и Бенишангуль-Гумузом.